# Gustaf Lindencrona
Gustaf Carl Alvarez Lindencrona, född 6 maj 1938 i Engelbrekts församling i Stockholm, är en svensk jurist, politiker (folkpartist) och huvudman för adliga ätten nr 1579 Lindencrona.

## Biografi

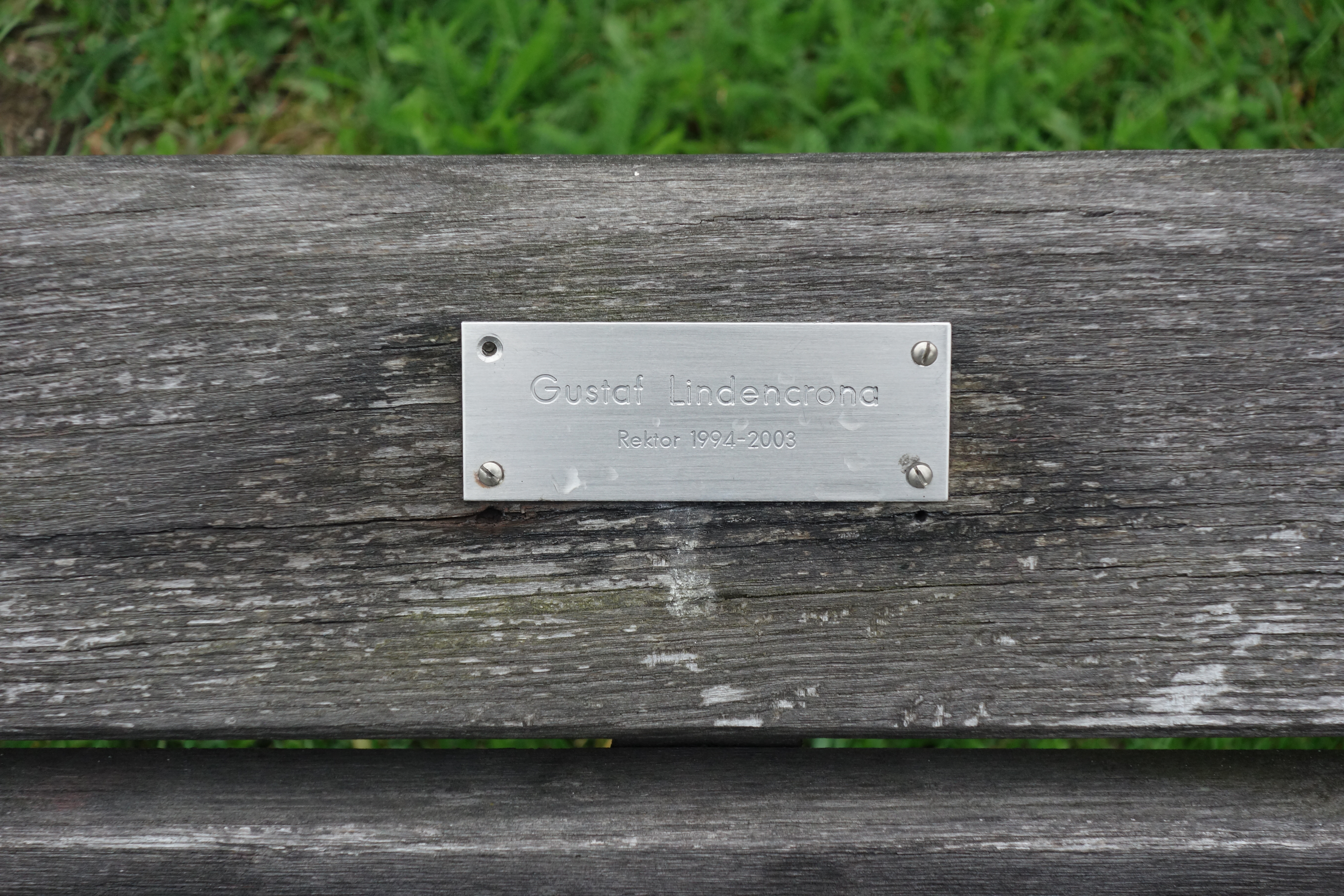
Bänk Stockholms universitet.

Lindencrona är son till Alvar Lindencrona och Jane Nordblad. Gustaf Lindencrona är juris doktor, juris doktor honoris causa, filosofie doktor honoris causa, filosofie kandidat, civilekonom, professor emeritus i finansrätt samt före detta rektor för Stockholms universitet 1994-2003. Han var ordförande i Sveriges liberala studentförbund mellan 1962 och 1963.
Lindencrona är sedan 1993 ledamot av Kungliga Vetenskapsakademien.